# Pieve di San Paolo (Vico Pancellorum)
La pieve di San Paolo è un edificio sacro situato a Vico Pancellorum, nel comune di Bagni di Lucca, nella provincia di Lucca, in Toscana.

## Descrizione
Ricordata dall'873, è di impianto basilicale a tre navate spartite da arcate su pilastri sormontati da capitelli con decorazioni fortemente geometrizzate. Sul fianco destro si erge la torre campanaria. Nella semplice facciata il portale è sormontato da un architrave che reca incisi motivi simbolici e da un archivolto a tutto sesto composto da cunei alternati di pietra bicroma. La parete sopraelevata della navata maggiore comprende una serie di archetti separati da sottili lesene e impostati su mensole variamente scolpite. 
Tra le opere, nell'abside maggiore sono i resti di un affresco con figure di Apostoli, databili all'inizio del XV secolo, una statua lignea di San Paolo (XV secolo), un'acquasantiera in marmo (1551) e un Crocifisso in legno scolpito (decenni centrali del XV secolo).